# Bricqueville-la-Blouette
Ne doit pas être confondu avec Bricqueville-sur-Mer.
Bricqueville-la-Blouette est une commune française, située dans le département de la Manche en région Normandie, peuplée de 533 habitants.

## Géographie

### Localisation
La commune est en pays coutançais. Son bourg est à 4 km à l'ouest de Coutances, à 8,5 km au sud-est de Saint-Malo-de-la-Lande et à 9 km à l'est d'Agon-Coutainville.
Bricqueville-la-Blouette est dans le bassin de la Sienne, par son affluent la Soulles qui délimite le territoire au sud. Son dernier affluent, le ruisseau de Coisel, draine les eaux de la moitié nord-ouest du territoire communal aidé de son propre affluent, le ruisseau de Blondel.
Le territoire culmine à 96 m. La cote de 95 m est atteinte à deux endroits : en limite nord, près du lieu-dit Saint-Jouvin, sur une pente qui culmine à 137 m sur la commune de Gratot voisine, et au nord-est, sur la D 971. Le point le plus bas (5 m) correspond à la sortie de la Soulles du territoire, au sud-ouest. La commune est bocagère.
| Tourville-sur-Sienne, Heugueville-sur-Sienne                  | Gratot, Coutances                     | Coutances                             |
| Heugueville-sur-Sienne                                        | Bricqueville-la-Blouette              | Saint-Pierre-de-Coutances             |
| Heugueville-sur-Sienne, Orval sur Sienne (comm. dél. d'Orval) | Orval sur Sienne (comm. dél. d'Orval) | Orval sur Sienne (comm. dél. d'Orval) |

### Hydrographie
La commune est située dans le bassin Seine-Normandie. Elle est drainée par la Soulles, le ruisseau du Maudouit, le ruisseau du Blondel et le ruisseau du Coisel,,.
La Soulles, d'une longueur de 52 km, prend sa source dans la commune de Percy-en-Normandie et se jette  dans la Sienne à Heugueville-sur-Sienne, après avoir traversé 19 communes. Les caractéristiques hydrologiques de la Soulles sont données par la station hydrologique située sur la commune de Saint-Pierre-de-Coutances. Le débit moyen mensuel est de 2,5 m3/s. Le débit moyen journalier maximum est de 39,4 m3/s, atteint lors de la crue du 26 janvier 1995. Le débit instantané maximal est quant à lui de 41,7 m3/s, atteint le même jour.

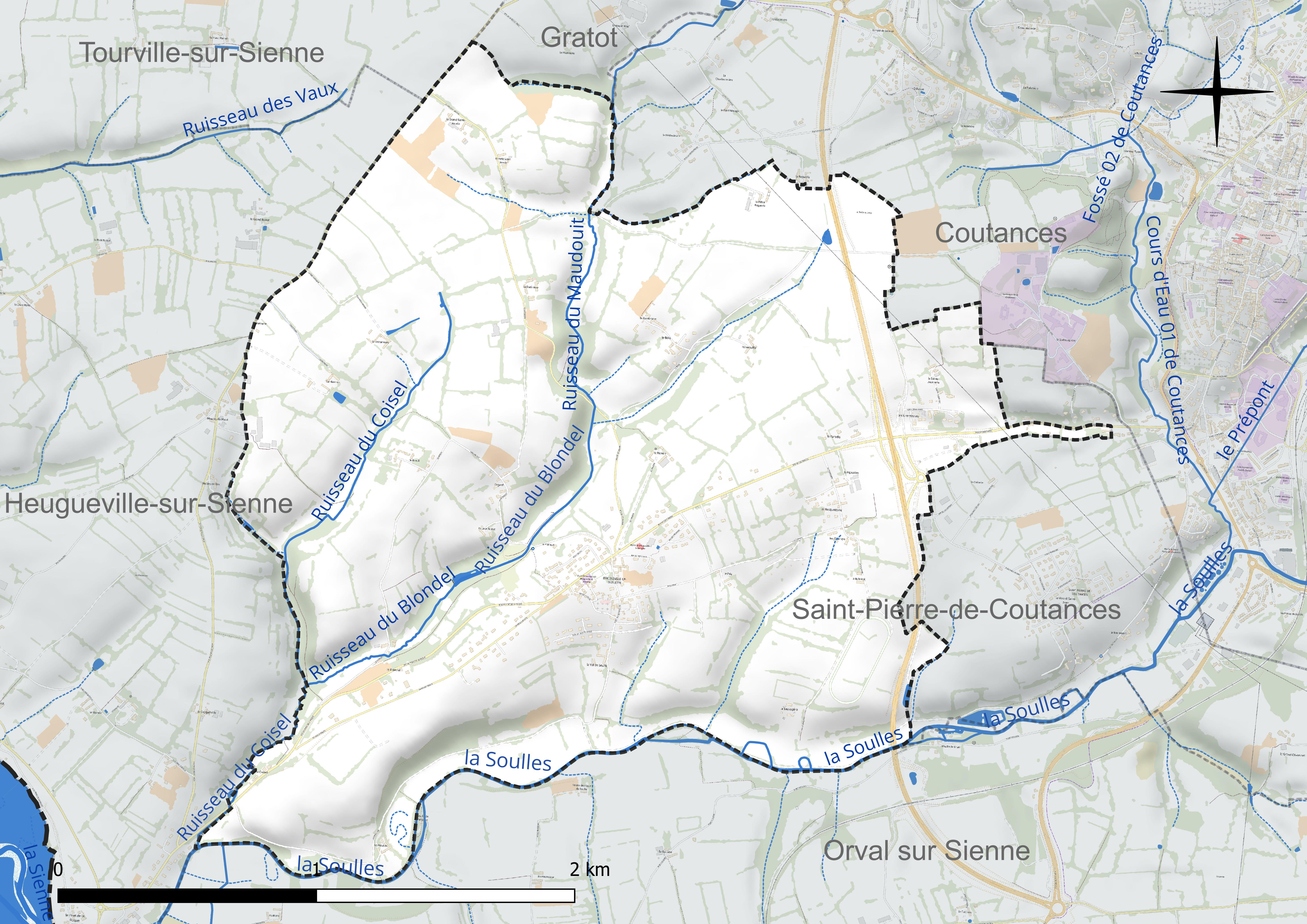
Réseau hydrographique de Bricqueville-la-Blouette.

### Climat
Pour des articles plus généraux, voir Climat de la Normandie et Climat de la Manche.
En 2010, le climat de la commune est de type climat océanique franc, selon une étude du CNRS s'appuyant sur une série de données couvrant la période 1971-2000. En 2020, Météo-France publie une typologie des climats de la France métropolitaine dans laquelle la commune est exposée à un climat océanique et est dans la région climatique  Normandie (Cotentin, Orne), caractérisée par une pluviométrie relativement élevée (850 mm/a) et un été frais (15,5 °C) et venté.
Pour la période 1971-2000, la température annuelle moyenne est de 10,9 °C, avec une amplitude thermique annuelle de 11,5 °C. Le cumul annuel moyen de précipitations est de 1 020 mm, avec 14,6 jours de précipitations en janvier et 8,9 jours en juillet. Pour la période 1991-2020, la température moyenne annuelle observée sur la station météorologique la plus proche, située sur la commune de Coutances à 3 km à vol d'oiseau, est de 11,7 °C et le cumul annuel moyen de précipitations est de 1 092,8 mm,. Pour l'avenir, les paramètres climatiques de la commune estimés pour 2050 selon différents scénarios d’émission de gaz à effet de serre sont consultables sur un site dédié publié par Météo-France en novembre 2022.

## Urbanisme

### Typologie
Au 1er janvier 2024, Bricqueville-la-Blouette est catégorisée commune rurale à habitat dispersé, selon la nouvelle grille communale de densité à sept niveaux définie par l'Insee en 2022.
Elle est située hors unité urbaine. Par ailleurs la commune fait partie de l'aire d'attraction de Coutances, dont elle est une commune de la couronne,. Cette aire, qui regroupe 37 communes, est catégorisée dans les aires de moins de 50 000 habitants,.

### Occupation des sols
L'occupation des sols de la commune, telle qu'elle ressort de la base de données européenne d’occupation biophysique des sols Corine Land Cover (CLC), est marquée par l'importance des territoires agricoles (95,3 % en 2018), en diminution par rapport à 1990 (100 %). La répartition détaillée en 2018 est la suivante : prairies (59,3 %), zones agricoles hétérogènes (18,6 %), terres arables (17,4 %), zones urbanisées (4,7 %). L'évolution de l’occupation des sols de la commune et de ses infrastructures peut être observée sur les différentes représentations cartographiques du territoire : la carte de Cassini (XVIIIe siècle), la carte d'état-major (1820-1866) et les cartes ou photos aériennes de l'IGN pour la période actuelle (1950 à aujourd'hui).

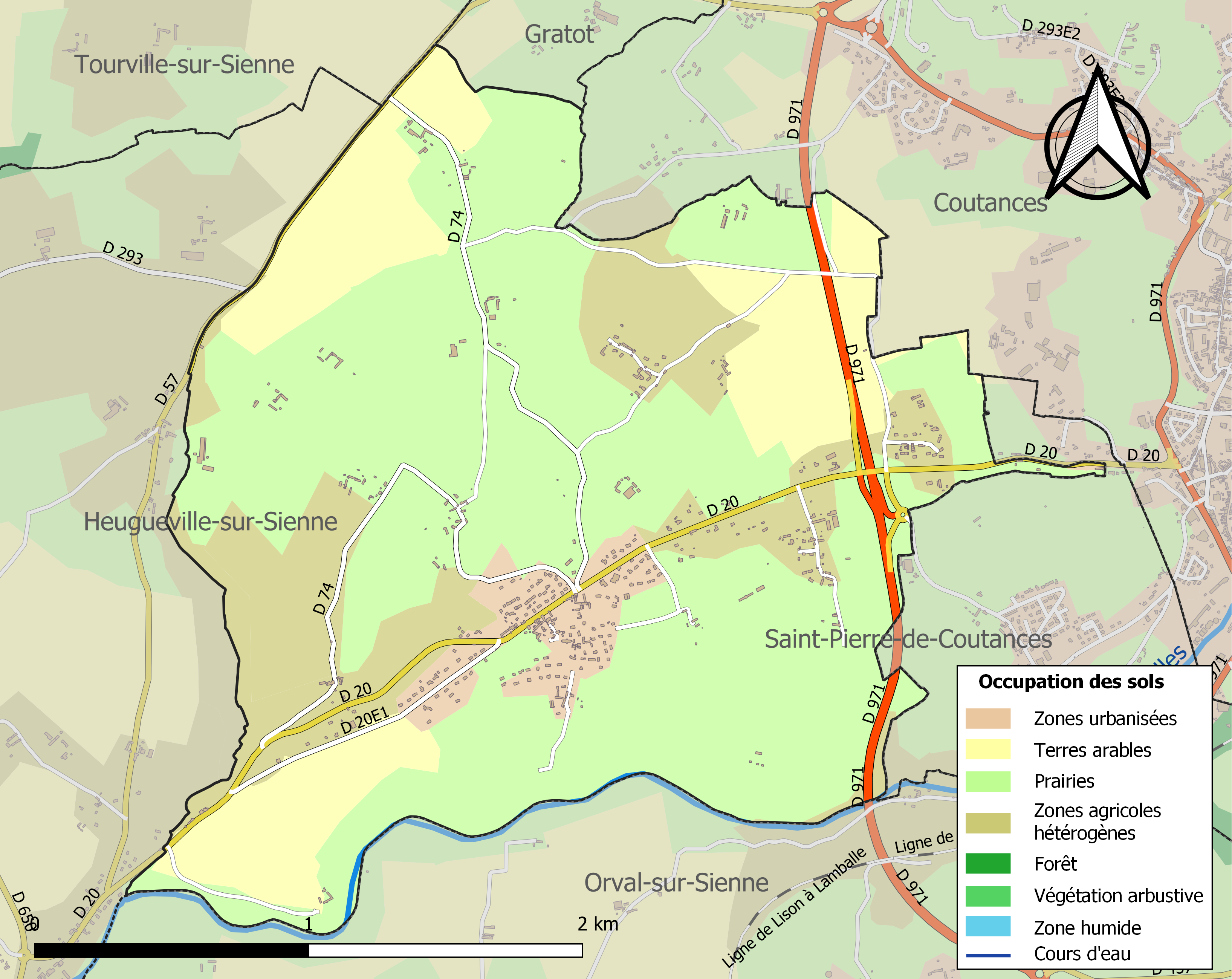
Carte des infrastructures et de l'occupation des sols de la commune en 2018 (CLC).

## Toponymie
Le nom de la localité est attesté sous la forme Briquevilla vers 1025 et Briccavilla en 1084.
Le toponyme Bricqueville pourrait être issu de l'anthroponyme scandinave Briki adjoint de l'ancien français ville dont le sens initial était « domaine rural ».
Le déterminant -la-Blouette, attesté depuis la fin du XIIe siècle, représente un nom d'une famille seigneurial : en l'occurrence Blouet, qui n'est à cette époque qu'un surnom individuel, à l'origine du nom de la famille Blouet. Le nom est ici au féminin lié par l'article la, l'ancien français pouvant donner à l'article valeur démonstrative. Dans Bricqueville-la-Blouette, le nom Blouet a été traité comme un adjectif, et accordé au féminin avec -ville. Le déterminant -la-Blouette est donc à comprendre par « (la ville) de Blouet ».
Le gentilé est Bricquevillais.

## Histoire
La famille Bloet est citée comme bienfaitrice de l'abbaye de Lessay, en 1084.
La famille de Bricqueville tire son nom de la seigneurie de Bricqueville-la-Blouette, dont elle est maître depuis le XIe siècle. Une des branches de cette famille s'installe dès le XIIIe siècle à Bricqueville-en-Bessin.
En 1789, le seigneur du village était Louis Guillaume des Isles.
En 1790, Philippe Herpin représente Bricqueville-la-Blouette à l'Assemblée primaire à l'Hôtel-Dieu de Coutances.

## Politique et administration
| Période                                  | Période   | Identité             | Étiquette | Qualité                                                                 |
| ---------------------------------------- | --------- | -------------------- | --------- | ----------------------------------------------------------------------- |
| mars 1989                                | mars 2001 | Guy Lebrun           |           |                                                                         |
| mars 2001                                | mars 2008 | Jean-Marie Lechartre |           |                                                                         |
| mars 2008                                | mai 2020  | Claude Périer        | PS        | Retraité EDF-GDF, conseiller général du canton de Coutances (2004-2015) |
| mai 2020                                 | En cours  | Rodolphe Jardin      |           | Formateur                                                               |
| Les données manquantes sont à compléter. |           |                      |           |                                                                         |

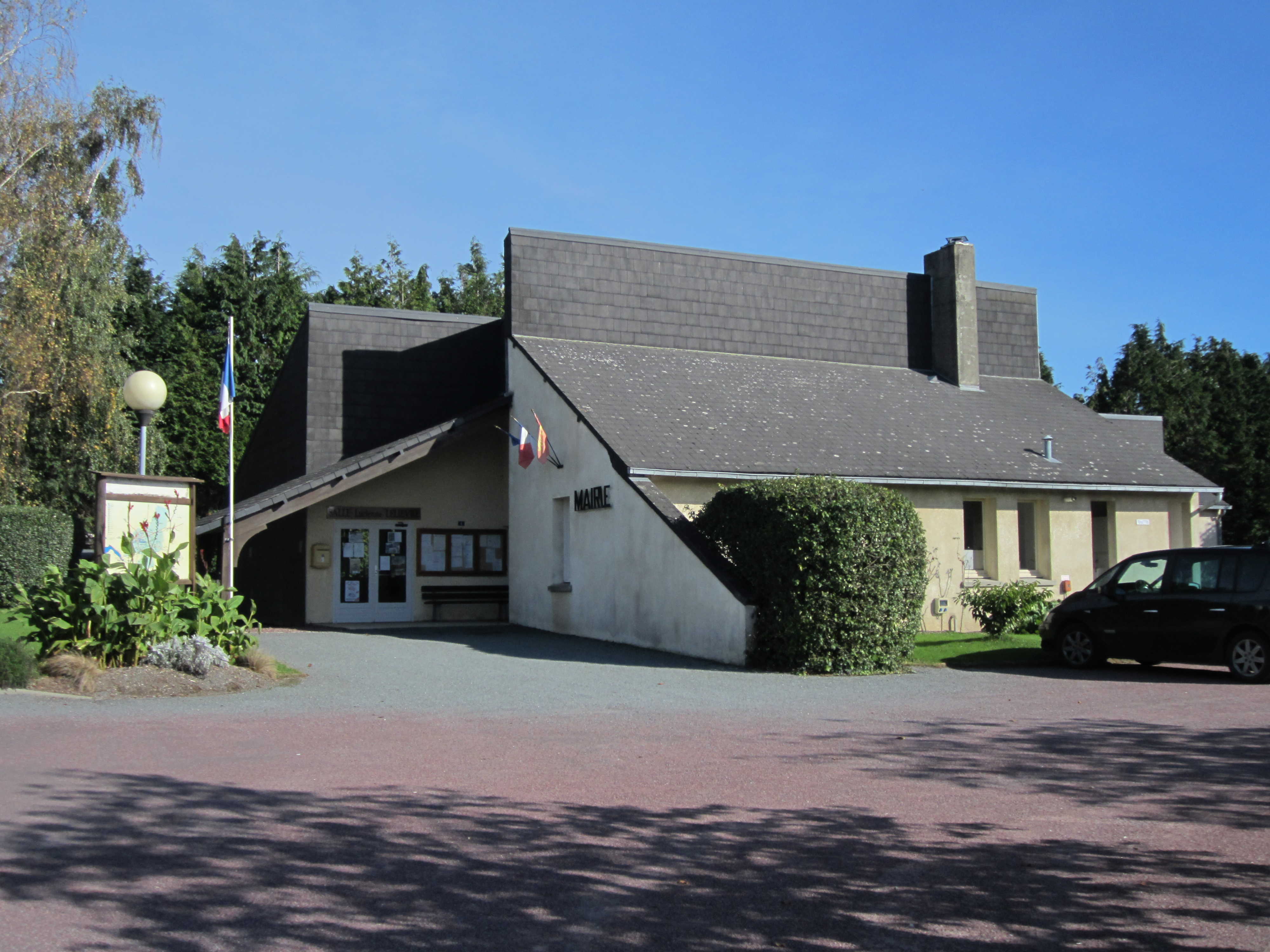
La mairie.

Le conseil municipal est composé de quinze membres dont le maire et quatre adjoints.

## Démographie
L'évolution du nombre d'habitants est connue à travers les recensements de la population effectués dans la commune depuis 1793. Pour les communes de moins de 10 000 habitants, une enquête de recensement portant sur toute la population est réalisée tous les cinq ans, les populations de référence des années intermédiaires étant quant à elles estimées par interpolation ou extrapolation. Pour la commune, le premier recensement exhaustif entrant dans le cadre du nouveau dispositif a été réalisé en 2007.
En 2022, la commune comptait 533 habitants, en évolution de −4,48 % par rapport à 2016 (Manche : −0,31 %, France hors Mayotte : +2,11 %).
Bricqueville-la-Blouette a compté jusqu'à 704 habitants en 1800.
| 1793 | 1800 | 1806 | 1821 | 1831 | 1836 | 1841 | 1846 | 1851 |
| ---- | ---- | ---- | ---- | ---- | ---- | ---- | ---- | ---- |
| 664  | 704  | 642  | 677  | 577  | 652  | 672  | 694  | 596  |

| 1856 | 1861 | 1866 | 1872 | 1876 | 1881 | 1886 | 1891 | 1896 |
| ---- | ---- | ---- | ---- | ---- | ---- | ---- | ---- | ---- |
| 613  | 566  | 591  | 532  | 540  | 470  | 482  | 475  | 453  |

| 1901 | 1906 | 1911 | 1921 | 1926 | 1931 | 1936 | 1946 | 1954 |
| ---- | ---- | ---- | ---- | ---- | ---- | ---- | ---- | ---- |
| 366  | 353  | 327  | 276  | 318  | 341  | 357  | 394  | 316  |

| 1962 | 1968 | 1975 | 1982 | 1990 | 1999 | 2006 | 2007 | 2012 |
| ---- | ---- | ---- | ---- | ---- | ---- | ---- | ---- | ---- |
| 289  | 300  | 321  | 442  | 525  | 540  | 530  | 528  | 563  |

| 2017 | 2022 | - | - | - | - | - | - | - |
| ---- | ---- | - | - | - | - | - | - | - |
| 554  | 533  | - | - | - | - | - | - | - |

## Lieux et monuments
- Église Saint-Martin de style gothique (XIIIe – XVe siècles) avec des vestiges  des XIe et XIIe siècles. Le porche avec vestiges (XIIIe), et la nef (XIIIe) d'origine romane (XIe et XIIe siècles) comme l'indique la disposition des pierres en épi sur les murs de celle-ci et chœur du XVIIIe. L'intérieur est en crépi et les voûtes sont lambrissées. Elle abrite un maître-autel (XVIIIe), et les statues de saint Martin (XVIIIe), de sainte Marthe (XVIe), de sainte Barbe (XVIIIe), ainsi qu'une verrière de Mazuet (XXe)[26].
- Chapelle Saint-Jouin.
- Croix de cimetière (XVIIe siècle).
- Manoir seigneurial de Bricqueville (XVe – XIXe siècle). Attesté au XVe siècle, bâtiments ancien et colombier. En 1730, l'Hôtel-Dieu de Coutances achète le fief avec l'argent du legs Encoignard[Note 7] et en restera propriétaire jusqu'en 1963[26].
- Manoirs de Saint-Jouvin, de la Bretonnière, de Cambernon, de la Datinière, de Dancel[26]…